# 韦霁
韦霁（？—？），字开云，京兆郡杜陵县（今陕西省西安市长安区）人，出自京兆韦氏郧公房，北周上柱国、郧国公韦孝宽第五子，北周、隋朝官员。

## 生平
韦霁在北周官至使持节、开府仪同大将军，封安邑县开国伯，隋朝官至太常少卿。大业十年（614年），隋炀帝杨广前往望海镇，在秃黎山设置祭坛，用祃祭祭祀黄帝，诏令太常少卿韦霁和博士褚亮上奏定夺祭祀的礼仪。
大业十三年（617年）七月，隋炀帝派遣江都通守王世充率领江淮精兵，将军王士隆率领邛部黄蛮兵，河北大使太常少卿韦霁、河南大使虎牙郎将王辩等人各自率领所统帅的军队一起前往东都洛阳，讨伐李密。九月，王世充、韦霁、王辩以及河内通守孟善谊、河阳郡尉独孤武都各自率领军队在东都会师，只有王士隆误期限没到。十二月，越王杨侗派遣韦霁等人率领东都留守兵三万人受王世充调度指挥。开明元年四月戊申（619年5月28日），已称帝的王世充任命韦霁出任尚书右仆射。开明二年（620年）十月，韦霁的马长出犄角，长在脖子处。

## 家庭

### 母亲
- 元幼娥[1][12]，北魏使持节、开府仪同三司、大宗正卿、常山王元淑孙女

### 兄弟姐妹
- 韦那罹，早亡，追赠使持节、仪同三司、中平县开国公
- 韦谌，隋朝使持节、车骑大将军、仪同三司、蓬州刺史、平桑静公
- 韦总，北周使持节、开府、京兆尹、河南怀公
- 韦寿，隋朝仪同三司、毛州刺史、滑国定公
- 韦津，唐朝陵州刺史、寿光县男
- 韦无漏，隋朝洹水县县令、永安县侯
- 韦长英，嫁北周湖州刺史、雍州都督皇甫道